# 文保 (雍正進士)
文保（？—？），字定轩，薩馬爾吉氏，滿洲鑲蓝旗人。康熙甲午举人，雍正甲辰进士。
后官詹事府右春坊右庶子，佐领，陞翰林院侍读学士、侍讲学士。

## 家族
- 曾祖父：色深，虎尔哈地方人。

- 祖父不详。

- 父辈：罗铎理，步军校；雅萨，员外郎。

- 同辈：华色、阿尔禪、阿齊蘭、法海、六格、延太、阿兰太。[4]